# هربرت بلومر
هربرت جورج بلومر (به انگلیسی: Herbert George Blumer)؛ (۷ مارس ۱۹۰۰–۱۳ مارس ۱۹۸۷) جامعه‌شناس آمریکایی است و در حوزه کنش متقابل نمادین فعالیت می‌کرد. این مکتب باورمند است افراد مستقل از طریق کنش فردی و جمعی به جامعه شکل می‌دهند. بلومر اندیشه و نظریاتش را در مقالاتی چاپ کرد که در کتاب Symbolic Interactionis منتشر شده است. بلومر منتقدی پر سر و صدا علیه روش‌های پوزیتیویستی در جامعه‌شناسی بود.<ref>Martyn Hammersley (1989). The Dilemma of Qualitative Method: Herbert Blumer and the Chicago tradition. London: Routledge.</re هربرت بلومر در سال ۱۹۳۰ پس از سال‌ها تحصیل و پژوهش با راهنمایی جرج هربرت مید فارغ‌التحصیل گشت. او مدت‌ها به عنوان سخنگوی مکتب رفتارگرایی مید در شرح نظریات استادش کوشش نمود. وی در سال ۱۹۳۷ با نام‌گذاری عنوان مکتب «کنش متقابل گرایی نمادی» را پایه‌گذاری کرد. او اولین کسی است که با جامعه‌شناسی عواملی به مخالفت پرداخت.
هربرت بلومر به عنوان نماینده مکتب کنش متقابل نمادین تلاش کرد تا شکل‌گیری نبض تاریخ و جامعه را در گرو کنش متقابل نمادین نشان دهد. آنچه که وی با عنوان مکتب کنش متقابل گرایی نمادین معرفی کرد تکمیل کار استادش جرج هربرت مید است. وی معتقد بود در علوم اجتماعی هیچ چیز تعیین‌کننده ای در مورد رفتار انسان نمی‌توان یافت و همین نکته مهمی در تقابل با عوامل گرایی است. از نظر وی انسان موجودی کنشگر است که تنها تحت تأثیر شرایط و ساخت موجود قرار می‌گیرد و نه تحت تعین. همچنین بر خلاف عوامل گرایان، به انسان با دیدی هابزی نمی‌نگرد و طبیعت انسان را شرور فرض نمی‌کند. شیوه نگرش او به طبیعت انسان همانند دیگر تفسیرگرایان، اسپینوزایی است.
انسان تفسیرگرا به شیوه اسپینوزایی بر مبنای شناخت و تفهم، خود و جان را تفسیر می‌کند، جامعهٔ زمان خود را تعریف می‌کند و بر مبنای آن تعریف یا همنوا می‌شود یا انقلابی یا به شیوه کاملاً تازه کنش می‌کند. در این شیوه انسان، فاعل و تغییر دهندهٔ تاریخ است و بر خلاف عوامل گرایی، انسان خوب، انسانی نیست که منقاد و مطیع در برابر هنجارهای فرهنگی باشد. انسان اگرچه در ضروریات زمان و مکان و تنگنای تاریخی درگیر و محصور در شرایط اجتماعی، فرهنگی و… است اما شرطی شرایط نیست. پس رابطه انسان و جامعه رابطه ای دو سویه و دوجانبه است: هم اثر می‌گیرد و هم اثر می‌گذارد اما تعیین نمی‌شود.
بلومر در مقدمه کتاب خود "چشم انداز و روش کنش کتقابل گرایی نمادی" به بیان مطالب اساسی کنش متقابل نمادی پرداخته و مفاهیم هستی شناختی و بنیادهای فلسفی مکتب خویش را در سه قضیه مهم از هم تفکیک می‌کند:
قضیه اول: جهانی که انسان در رابطه متقابل با آن است اعم از درونی یا بیرونی، جهان اعیان است؛ یعنی جهان عبارت از کلیه چیزهایی است که برای انسان قابل فهم بوده و دارای معناست. معانی ای که انسان می‌تواند به آن‌ها اشاره کند و بر اساس آن اشارات رابطه برقرار کند. این اعیان خود بر سه دسته اند:
1. اعیان فیزیکی مثل کوه، اتاق و…
2. اعیان اجتماعی: شامل روابط اجتماعی، ساخت اجتماعی یا انسان‌هایی که در روابط اجتماعی قرار می‌گیرند مثل دوست، همسر، معلم و… می‌شود.
3. اعیان مجرد: مفاهیم ذهنی از قبیل آزادی، دموکراسی، نفرت، عشق یا مفاهیم اسطوره ای را در بر می‌گیرند.

بنابر قضیه اول، بلومر بر آن است که نمی‌توان چیزی در دنیا پیدا کرد که خارج از این سه مقوله اعیان باشد.
قضیه دوم: در این قضیه بلومر سعی دارد به این سؤال که منشأ اعیان کجاست پاسخ گوید. آیا از ذات اشیاء تراوش می‌کند یا از ذهن انسان؟ آیا انسان از بدو تولد حامل معانی است؟ می‌دانیم که انسان از بدو تولد موجودی ناقص و نادان است ولی به تدریج در دوران حیاتش آموختنی‌ها را می‌آموزد؛ بنابراین انسان هر آنچه را که می‌آموزد و برایش معنادار می‌شود در روابط متقابل اخذ می‌کند. اگر تخته سیاه یا ماشین برای او دارای معناست بدون شک این معنا را از روابط متقابل اجتماعی کسب کرده‌است. عناصر فرهنگی نیز از این امر مستثنی نیستند. بسیارند هنجارها و عاداتی که در میان قومی مقبول و معمول می‌باشند و در قوم و ملتی دیگر مذموم. هیچ‌یک از آن دو قوم قادر به درک دلایل یکدیگر نسبت به رد یا قبول آن عادت یا رسم نیستند؛ بنابراین معانی نه در ذات پدیده‌ها وجود دارد و نه در ذهن انسان، بلکه تنها در روابط متقابل اجتماعی معنا می‌یابد.
قضیه سوم: این قضیه وجه تفسیرگرایی بلومر را نشان می‌دهد. بر خلاف عوامل گرایی که علل و عوامل و انگیزه‌های بیرونی یا درونی انسان را تحت "تعیّن" قرار داده و سبب می‌شود که تحت شرایط خاصی پاسخ مشخصی که از قبل قابل پیش‌بینی است را از خود نشان می‌دهد. در حالی که تفسیرگرایان بر این باورند که انسان چیزی در درونش دارد که به برکت آن وقایع و پدیده‌ها را تفسیر می‌کند. آنان انسان را موجودی تفسیرگر و معناکننده می‌دانند؛ بنابراین انسان با آن قوهٔ ذاتی که در درونش دارد در برابر کلیه عوامل به تفسیر می‌نشیند. در اینجا مرحله ای در "خود" انسان رخ می‌دهد که آن را "اشاره معانی به خود خویشتن" می‌نامند؛ یعنی انسان با خودش مباحثه و مشورت می‌کند که فلان کار را انجام دهد یا خیر. این همان مفهوم بازتابی بودن خود در نظام مید است؛ بنابراین انسان موجودی است که وقتی در برابر موقعیت قرار می‌گیرد آن موقعیت را تفسیر می‌کند و سپس بر اساس تحلیل و تفسیر از موقعیت و معانی ای که به خویشتن خویش اشاره نموده دست به کنش، و نه واکنش می‌زند. بلومر با تأکید بر کنشگر بودن انسان در برابر واکنش نشان دادن، سعی در به تصویر کشاندن انسان نمادی ای دارد که در حد سلامت نفس رفتار می‌کند.
کنش در پارادایم تفسیرگرایی آمریکایی به منزله ساخت است و انسان‌ها با کنش‌هایشان ساخت را تشکیل می‌دهند. بدین معنا بلومر انسان را موجودی مفسر و دریابندهٔ معانی و نیز در خطر سقوط به مقام موجودی حیوانی و نانمادی می‌داند.
کنش متقابل اجتماعی نمادی عبارت از فرایندی است که انسان در آن به مدد قوه تفسیر، رفتار و سلوک خویش را در برابر دیگران شکل می‌دهد یا سلوک خود را در برابر دیگران یا موقعیت اجتماعی می‌سازد. این سلوک عبارت از کنش متقابل نمادی است که مید قبلاً از آن به عنوان "بهره‌گیری از نمادهای مهم" نام می‌برد. این کنش متقابل مبتنی بر کنش درونی خود و خودِ خویشتن است؛ بنابراین کنش متقابل نمادی عبارت از فرایندی است که هر فرد در آن با آگاهی و تفسیرگری دخالت کرده و با توجه به کنش دیگران و تفسیر خویشتن، کنش خویش را آگاهانه می‌سازد. بلومر آن دسته از سلوک اجتماعی که مبتنی بر تفسیر و با بهره‌گیری از قضیه سوم وی نبود را کنش متقابل نانمادی می‌داند که پیش از وی مید آن را "گفتگوی ایماهاً می‌خواند. کنش متقابل غیر نمادی زمانی رخ می‌دهد که فرد مستقیماً به کنش فرد دیگر بدون تفسیر پاسخ دهد. بازتاب‌های سریع همه از این دسته‌اند.
بلومر معتقد است که کنش سازی انسان در فرایند کنش متقابل اجتماعی شامل کنش متقابل دو نفر، یا دو گروه یا دو ساخت است که در خلال کنش متقابل اجتماعی موفق به تجدید نظر، اصلاح، تقویت و حذف برخی از عناصر کنش خود و نهایتاً تکمیل کنش هم می‌گردند. به گونه ای که هر دو به نحوی متناسب موفق به تشکیل کنش اجتماعی خویش می‌شوند که از نظر دو گروه متقابل قابل فهم است به همین دلیل کنش متقابل اجتماعی است. این کنش اجتماعی توسط هر دو گروه فهمیده می‌شود و مبنای روابط و ساخت اجتماعی را پی می‌ریزد. بلومر بنابر همین خصلت سازندگی کنش متقابل، زندگی انسان یا ماهیت جامعه را عبارت از کنش متقابل اجتماعی می‌داند و کنش متقابل اجتماعی را عبارت از فرایند شکل دهندهٔ کنش و سلوک اجتماعی تلقی می‌کند؛ بنابراین در فرایند کنش اجتماعی میان اجتماعی دو نوع سلوک ساخته می‌شود: یکی سلوک فردی و دیگری کنش پیوسته. کنش پیوسته که سازندهٔ ساخت اجتماعی است همان مفهومی است که ساخت گرایان به ویژه ساخت گرا – کارکردگرایان جدلی به آن باور دارند. کنش پیوسته همیشه رو در دو سوی دارد: یکی رو به "ماندگی" یعنی تکرار نظم پایدار ساختی جامعه و دیگری رو به "تازگی" یا نفی وضع موجود و نظم پایدار و بنیان کردن نظامی نوین.
جدل ساخت جامعهٔ کنشمند درست در تقابل سلسله خصوصیات تازگی و ماندگی است که به نظر انسجام گرایان و تضادگرایان در تحلیل‌های ساختی – کارکردی خود تنها به خصائص ماندگی بها داده‌اند. علت این غفلت، غفلت از قضیه سوم بلومر یا موضوع تفسیر اشاره ای است که انسان به خویشتنِ خویش می‌کند و بر اساس آن کنش، و نه واکنش، می‌کند. بهر روی هر دو سوی تازگی و ماندگی تشکیل دهندهٔ خصائص جامعهٔ کنشمند را از نظر بلومر معین می‌کند که معرف وجه ممتاز و خاص این مکتب در برابر دیگر مکاتب است.
انسان و جامعه سالم از نظر بلومر زمانی واقعیت پیدا می‌کند که "I" بر فرایند روابط اجتماعی تسلط داشته باشد، به عبارتی "Self" با تسلط "I" تفسیر کرده و کنش نماید؛ بنابراین انسان یا کنشمند است یا واکنشگر. اگر کنش کند در سطح نمادی رفتار کرده و اگر واکنش کند نانمادی رفتار می‌کند. انسان زمانی که می‌خواهد خودش را با کنش پیوسته همراه کند یا این که با گروه مردم دیگری هماهنگ و همراه نماید، یا برعکس، این هماهنگی را نداشته باشد؛ این امور بر اساس تصمیم آگاهانه انسان و تفسیر او انجام می‌گیرد که در قضیه سوم از قضایای بنیادین مطرح شده‌است. در این صورت انسان دارای کنش است. شناسی انحصاراً مطالعهٔ رفتار در سطح کنش پیوسته‌است. به عبارت دیگر کنش پیوسته گونهٔ کلان کنش نمادی است. هر گاه کنش نمادیِ چند کنشگر بر اساس اصل "راه‌ها و اهداف" بهم تنیده شوند، کنش "در هم تنیده" شکل می‌گیرد. کنش در هم تنیده نیز به نوبه خود هر گاه پایداری گیرد و سازمان یافته شود سامانهٔ جدیدی را تشکیل می‌دهد که بلومر آن را کنش پیوسته می‌خواند. رابطه‌ها ی ذیل بیان نموداری همین معناست:
- کنش در هم تنیده = کنش نمادی + اصل «راه‌ها و اهداف»
- کنش پیوسته = کنش در هم تنیده + سازمان یافتگی
- کنش پیوسته = کنش در هم تنیده (کنش نمادی + راه‌ها و اهداف) + سازمان یافتگی
در این معنا کنش پیوسته کنش‌های گروهی و سازمان یافتهٔ افراد جامعه است که از حوزه خصیصه رفتار فردی خارج شده و به صورت سامانه ساختاری اجتماعی یا جمعی تبلور می‌یابد. بلومر این گونه شرح می‌دهد:
«... کنش در هم تنیده، زندگی گروهی افرادی است که هم در همسازی خطوط کنش‌های هر کدام از افراد با دیگر افراد گروه موجود است و هم از چنین همسازی‌های خطوط کنشی تشکیل می‌شود. چنین مفصل بندی از خطوط کنش‌ها، کنش پیوسته را بوجود می‌آورد و آن را سامان می‌بخشد…»
او چنین ادامه می‌دهد:
«... در بیشتر موقعیت‌هایی که مردم به سوی یکدیگر کنش می‌کنند درکی روشن و قطعی که از قبل معلوم شده‌است دارند، درکی از اینکه چگونه آن‌ها و افراد رو در روی آن‌ها کنش می‌کنند. آن‌ها در معانی مشترک و از قبل تأسیس شده‌ای از آنچه که از افراد گروه انتظار می‌رود سهیم هستند و بنا بر همین معانی مشترک از قبل تأسیس شده‌است که هر کسی می‌داند چگونه رفتار خویش را با چنان معانی ای تنظیم کند…»
اما هرگاه کنش پیوسته تشکیل شد دیگر یی واقعیت تازه، مستقل و با قواعد مخصوص به خود است:
«... هر کنش پیوسته‌ای اگر چه از کنش‌های افرادی ساخته شده‌است که آن را بوجود آورده‌اند، اما متفاوت با تک تک آن‌ها و متفاوت با جمع آن هاست. کنش پیوسته خاصیتی ممتاز و مخصوص به خود را دارد… کنش پیوسته هیچگاه به اجزای تشکیل دهنده آن تقسیم نمی‌شود…»
بنابراین گروه‌های مختلف بنابر معانی مشترکی که تفسیر می‌کنند در کنش‌های پیوسته مختلفی درگیر می‌شوند و گروه‌ها یا اجتماعات یا سازمان‌ها یا نهادهای گوناگونی را به وجود می‌آورند. کنش پیوسته شامل تمام شبکه‌های مشارکتی منظم مردم مختلفی که کنش‌های گوناگونی را در موقعیت‌های مختلفی انجام داده‌اند، می‌شود و نشان دهندهٔ تصویری از نهادهایی است که موضوع توجه و علاقهٔ جامعه شناسان عوامل گرا قرار گرفته‌است.
«... افراد شرکت کننده در فرایند تشکیل یک کنش پیوستهٔ تازه، همیشه مجموعه ای از معانی، و قوالبی از تفاسیری که از قبل پیدا کرده بودند را برای تشکیل جهان اعیان بکار می‌بندند؛ بنابراین هر کنش پیوستهٔ جدیدی از زمینه‌های کنش‌های پیوستهٔ قبلی و متصل به چنین زمینه ای سرچشمه می‌گیرد…»
مطالب فوق را بلومر این چنین خلاصه کرده‌است:
1. هر جامعه انسانی چیزی جز ظهور کنش‌های پیوستهٔ از پیش بنا شده نیست.
2. مفصل بندی یا پیکر بندی کنش در هم تنیده که به وجود آورنده کنش پیوسته‌است سازمان دهندهٔ گروه‌های اجتماعی بسیاری است.
3. هر نمونه ای از کنش پیوسته، اعم از تازه یا از پیش بنا شده، الزاماً از زمینهٔ کنش‌های پیشین افراد جامعه ظهور یافته‌است.
4. کنش پیوسته واقعیتی مستقل، عینی و غیرقابل تفکیک به اجزاء است.

## خصیصه‌های کنش پیوسته
بلومر برای کنش پیوسته پنج خصیصه مهم را بیان می‌دارد که به نظر ضروری می‌رسد برای ادامه بحث در باب کنش پیوسته و رفتار جمعی به‌طور خلاصه به آن اشاره شود:
1. ماهیت جامعه همان فرایند پیشرونده یا مستمر کنش نمادی است. ساخت اجتماعی نیز در تحلیل نهایی آن، چیزی جز کنش‌هایی نیست که بر مبنای معانی مشترک میان افراد یک گروه به وجود می‌آید.
2. هر گونه کنش نمادیِ مورد مطالعه جامعه‌شناسی، الزاماً کنش پیوسته‌است.
3. هر گونه کنش پیوسته‌ای «بناگزیر از تاریخ و سرگذشتی» برخوردار است که بایستی در مطالعات احتساب شود.
4. تاریخ و سرگذشت هر کنش پیوسته‌ای، بناگزیر «از قبل منظم، ثابت و تکرار شونده» است. بلومر این ساخت را با مفهوم «ساخت اجتماعی سرسخت» بیان می‌دارد.
5. و مهمتر از هم آن است که کنش پیوسته چه به صورت تکرار کنش‌های قبل و چه به صورت کنشی تازه، بهر روی کنشی است که بر اساس تفسیر آدمی از موقعیت ساخته شده‌است.

به‌طور خلاصه می‌توان گفت که از اولین حالات نقش‌گیری یا مرحله یادگیری تا آخرین لحظات مرحلهٔ اجتماعی شدن، کنش پیوسته مهم‌ترین واقعیت قابل مطالعه در جامعه‌شناسی است. در این فرایند هر فردی با قرار گرفتن در موقعیت کنش پیوسته در واقع در نظام تقسیم اجتماعی کار، یا ساخت اجتماعی سرسخت، درگیر شده و در برابر آن کنش سازی می‌کند. چگونگی درگیری افراد در تقسیم کار اجتماعی در مرحله نخست فرایند «همسازی» و در مرحله دوم فرایند «ساختارشدگی» به وجود می‌آورد.
در فضای قضیه سوم بلومر فرد قادر است تا معانی اعیان، که از فضای قضیه دوم یا ساخت اجتماعی سرسخت ناشی می‌شود، را به خود اشاره نموده و بنابر تفسیر از موقعیت، کنش سازی کند. این کنش نمادی البته کنش فردی است؛ بنابراین تنها هرگاه این کنش بنابر اصل راه‌ها و اهداف با دیگر کنش‌های نمادی همسو شده و کنش در هم تنیده به وجود آمد و با سازمان یافتگی آن‌ها، کنش پیوسته به ظهور می‌رسد که این مطالعات در سطح کلان را نشان می‌دهد. در فرایند شکل‌گیری کنش در هم تنیده افراد بر اساس معانی مشترک گروهی (اصل راه‌ها و اهداف) نا گزیر از همسو نمودن کنش‌های خود هستند زیرا در غیر این صورت کنش در هم تنیده یا پیوسته اساساً تشکیل نمی‌شود.
بلومر معتقد است که:
«... نمونه‌هایی از قبیل رفتار گروهی، نهادها، سازمان‌ها و طبقات اجتماعی که نمونه‌های رفتار جامعه ای هستند حاصل و محصول چنین همسازی ساخت کنش‌ها به یکدیگر است.»
بنابراین می‌توان چنین نتیجه گرفت که «خطوط یا راستای کنش» در مرحلهٔ همسازی با یکدیگر یا «همسازی توامان»، واژه ای برابر با مفهوم تحلیلی ساخت در نظریه بلومر است که می‌تواند در دو شکل کنش پیوسته و ساخت اجتماعیِ سر سخت باشد. کنش پیوسته به اشکال جمعی بزرگتری از کنش اشاره دارد که از «خطوط همساز شده‌ای از رفتار» مردم شرکت‌کننده در جمع ساخته شده‌است. نمونه‌های چنین کنش پیوسته‌ای می‌توانند نمونه‌هایی از رفتار جمعی باشند. همچنین می‌توان تبادلات تجاری، مراسمی خانوادگی برای صرف شام، مراسم ازدواج، انجام یک بازی، نشستی حزبی، جنگ و… را به عنوان نمونه آورد. بدین معنا کنش پیوسته از همکاری سادهٔ دو نفره شروع می‌شود تا تنظیم کنش‌های نهادها یا سازمان‌های بزرگ ساخت.
رفتارهای جمعی
بلومر سه سطح مجزا در سطوح تحلیل‌های جامعه شناختی خود را از هم جدا می‌نماید: یکی سطح فردی، دیگری میانی و سومی کلان. ساخت جماعات و جمعیت‌ها حد میانی ساخت‌ها و نهادهای اجتماعی را تشکیل می‌دهد. مهم‌ترین خصیصه این نوع جماعات تسلط کنش نانمادی در میان مردم است.
رفتارهای جمعی در جوامع بزرگ – ساخت بیشتر نمودار می‌شود. این رفتارها اگر چه تابع الگوهای ساختی و پنهانی جامعه کلانند کمتر از الگوها و نسخه‌های فرهنگی به ظاهر موجود تبعیت می‌کنند. رفتارهای جمعی از نظر بلومر بیشتر به نوعی فرایند قابل تشبیه‌اند که آهنین و استوار هر چه هست را در زیر سلطه خویش به تبعیت وامی‌دارند. خصیصه مهم این نوع جماعات آن است که مجموعه ای خاص را در قالب کلان جامعه از آن جامعه جدا نموده و به عنوان یک واقعیت بیرونی، و حاکم بر افراد تأثیر می‌کند. سازواره عملی این جماعات مبنی بر کنش نانمادی و پدیده ای به نام واکنش چرخشی است.
واکنش چرخشی فرآیندی است که قضیه سوم بلومر- که تفسیرگری انسان است ـ از میان فرایند کنش انسان غایب می‌شود. به عبارت دیگر فرد به جای تفسیر معانی و روبه رو قرار دادن معانی در برابر خود، در برابر آن‌ها تسلیم شده و معانی گرفته شده از کنش متقابل را بدون دخل و تصرف نمادی، عیناً جاری می‌کند. در این حالت انسان در برابر اطلاعات فرهنگی در حکم یک آینه محض عمل کرده، تنها آنچه بر او می‌تابد را منعکس می‌کند. در رفتارهای جمعی کنش انسان نیز بیشتر از آنچه بر تفسیر استوار باشد بر عواطف و احساسات تند و حاکم از سوی روح جمعی استوار است. به نظر بلومر رفتارهای جمعی در طول سه مرحله رشد و تکامل یافته و ممکن است در یکدیگر نفوذ کرده یا به یکدیگر تبدیل شوند. این مراحل عبارتند از:
1. مرحله ولوله
2. مرحله هیجان جمعی
3. مرحلهٔ واگیری اجتماعی

بلومر رفتارهای جمعی را در پنج نوعِ جماعت، رفتار عامه یا توده، عقیده عمومی، تبلیغ و سامان معرفی می‌کند. و انواع جماعت را نیز در چهار نوع اتفاقی، قراردادی، نمایشی و فعال.
از نظریات مهم بلومر می‌توان به نظریه رفتار جمعی، جنبش اجتماعی، سامان، روابط نژادی، جامعه صنعتی اشاره کرد.